# Epsilonoides eurycricum
Epsilonoides eurycricum är en rundmaskart som beskrevs av Steiner 1931. Epsilonoides eurycricum ingår i släktet Epsilonoides och familjen Epsilonematidae. Inga underarter finns listade i Catalogue of Life.